# Dmytro Prokopenko
Dmytro Prokopenko (ukr. Дмитро Прокопенко, ur. 7 kwietnia 1982 w Mikołajowie) – ukraiński wioślarz.

## Osiągnięcia
- Mistrzostwa Świata – Sewilla 2002 – dwójka podwójna – 12. miejsce[1].
- Mistrzostwa Świata – Mediolan 2003 – czwórka podwójna – 13. miejsce[1].
- Mistrzostwa Świata – Gifu 2005 – dwójka podwójna – 5. miejsce[1].
- Mistrzostwa Świata – Eton 2006 – czwórka podwójna – 2. miejsce[1].
- Mistrzostwa Świata – Monachium 2007 – czwórka podwójna – 6. miejsce[1].
- Mistrzostwa Europy – Poznań 2007 – jedynka – 7. miejsce[1].
- Mistrzostwa Europy – Ateny 2008 – ósemka – 8. miejsce[1].
- Mistrzostwa Świata – Poznań 2009 – ósemka – 8. miejsce[1].
- Mistrzostwa Europy – Brześć 2009 – ósemka – 2. miejsce[1].
- Mistrzostwa Europy – Montemor-o-Velho 2010 – ósemka – 3. miejsce[1].